# Kulumani
Kulumani är en ort i Indien.   Den ligger i delstaten Mizoram, i den södra delen av landet, 2 000 km söder om huvudstaden New Delhi. Kulumani ligger 80 meter över havet och antalet invånare är 4 586.
Terrängen runt Kulumani är mycket platt. Runt Kulumani är det tätbefolkat, med 493 invånare per kvadratkilometer. Närmaste större samhälle är Tiruchirappalli, 11,4 km öster om Kulumani. Trakten runt Kulumani består till största delen av jordbruksmark.